# Stéphane Chouzenoux
Pour les articles homonymes, voir Chouzenoux.
Stéphane Chouzenoux (né le 8 mars 1971) est un meneur français. 

## Palmarès

### Attelage à un cheval
- 1999 : 4edu championnat de France au Pin (France)
- 2002 : Champion du monde à Conty (France)

### Attelage à deux chevaux
- 1997 : 6e du championnat de France à Chantilly (France)
- 2011 : vice champion du monde en individuel et médaille de bronze par équipe à Conty (France)

### Attelage à quatre chevaux
- 2005 : Vice-champion de France à Lignières ; 1er au Pin et 2e à Compiègne
- 2006 : 2e au Pin ; 2e à Saumur ; 3e à Arriolos (Portugal)
- 2010 : 15e aux jeux équestres mondiaux au Kentucky (États-Unis); seul meneur français présent aux jeux équestres mondiaux
- 2014 : 22e aux Jeux équestres mondiaux en Normandie (France)
- 2015 : 30e aux championnats d'Europe à Aix-la-Chapelle (France)[3].